# Santa Anna (caraque)
Pour les articles homonymes, voir Santa Anna.

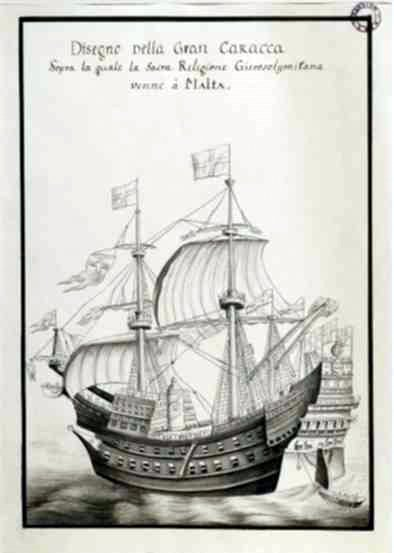
La grande caraque de l'Ordre la Santa Anna

La Santa Anna, nommée aussi " la Grande caraque ", est le navire amiral des Hospitaliers de l'ordre de Saint-Jean de Jérusalem à Rhodes qui a remplacé la Santa Maria. Elle fut construite et lancée à Nice le 21 décembre 1522 juste quand l'Ordre est chassé de Rhodes et va entreprendre sa longue errance de l'Ordre.

## Description
Ce navire défia toutes les comparaisons ; il possédait six ponts dont deux sous le niveau de l'eau. Il y avait à bord une chapelle, une cuisine, un moulin, un four à pain, une forge ; les galeries furent décorées avec arbres et plantes pour le repos des officiers. Les cales pouvaient recevoir suffisamment de nourriture et d'eau potable pour tenir six mois en mer sans ravitailler. Trois à cinq cents marins servaient à bord de ce navire rapide, très facile à manœuvrer compte tenu de sa taille et adapté aux vents de la Méditerranée,. Il pesait plus de 2 000 tonnes.
Son point fort était ses cinquante pièces d'artillerie de gros calibre, et les nombreuses pièces d'artillerie de plus petit calibre. La partie immergée de sa coque était entièrement recouverte de feuilles de plomb pour éviter les éperonnages.
Après plusieurs campagnes glorieuses ce navire fut désarmé à Malte en 1540 ou 1548 par le grand maître Juan de Homedes.

## Sources
- Anne Brogini, Les Hospitaliers et la mer, XIVe – XVIIIe siècles, Lemme edit, illustoria, 2015

- Joseph Ellul, 1565, Le Grand Siège de Malte, 1992, Siggiewi, Malta
- Joseph Muscat, Andrew Cuschieri, Naval Activities of the St John 1530-1798, Midsea Books Ltd, 2002